# 岡田理江
岡田 理江（おかだ りえ、1973年12月9日 - ）は、日本のタレント、女優。本名同じ。
岐阜県揖斐郡大野町出身。キャストパワー所属（業務提携）。以前はアミューズ→ジャパン・ミュージックエンターテインメント所属。岐阜市立女子短期大学被服学科卒業。弟は俳優の岡田義徳。義妹は女優の田畑智子。

## 略歴
1993年、短大時代に弟と共にテレビ東京系『浅草橋ヤング洋品店』のモデルオーディションを受けて合格。1995年、映画『プロゴルファー 織部金次郎3 〜飛べバーディー〜』で女優デビュー。
2001年4月から2006年9月まで、テレビ東京系『金子柱憲・高田純次ゴルフの王道』の2代目アシスタントを務め、広く知られるようになる。尚、番組内で1度チップインイーグルを出した。

## 人物
特技は、ゴルフ・オートバイ（大型バイク免許取得）・ハンドメイドアート。ゴルフ歴は、高校時代にゴルフ部に入部して以来10年以上に及び、ベストスコアは86、ハンデキャップは22。

## 出演

### テレビ
- 浅草橋ヤング洋品店（1993年、テレビ東京）
- 金子柱憲・高田純次ゴルフの王道（2001年 - 2006年、テレビ東京）- 2代目アシスタント
- スタジオパークからこんにちは（2001年 - 2004年、NHK総合テレビ）- 「アナウンサーにQ」アシスタント
- ひるどき日本列島（2001年 - 2003年、NHK総合テレビ）- アシスタント
- 探検ロマン世界遺産（2005年 - 2009年、NHK総合テレビ）- レポーター
- 熱血!平成教育学院（2006年 - 2011年、フジテレビ）- 隔週レギュラー
- グリーンの教え（2010年6月12日 - 2011年3月ごろ?、BS-TBS） - アシスタント

### テレビドラマ
- 成田離婚（1997年10月 - 12月、フジテレビ）
- 幽霊ママ（1998年8月、毎日放送）- 寿々子 役
- 仮面ライダークウガ（2000年1月 - 2001年1月、テレビ朝日）- 元城恵子 役
- 金曜エンタテイメント 地獄の花嫁2（2001年2月2日、フジテレビ）- 森谷佳菜子 役
- 愛の劇場 再婚一直線!（2008年5月 - 7月、TBS）- 望月礼香 役
- 新・科捜研の女 第4シリーズ（2008年4月 - 6月、テレビ朝日）- 第4話 寺山ひとみ 役
- バラ色の聖戦（2011年9月 - 10月、テレビ朝日）- 第1話・2話 小坂奈々 役
- 月曜ゴールデン 税務調査官・窓際太郎の事件簿24（2012年11月12日、TBS）- 岩永清子 役

### 映画
- プロゴルファー 織部金次郎3 〜飛べバーディー〜（1995年）- 新人プロゴルファー 役
- 爆走！ムーンエンジェル－北へ（1996年）- 大沢和美 役
- ピーナッツ（2006年）
- 私のなかの8ミリ（2009年） - 主演

### インターネット
- 恋力アップ相談室（FAnet）